# 原田病
フォークト・小柳・原田病（フォークト・こやなぎ・はらだびょう。英称：Vogt-Koyanagi-Harada disease; VKH disease）、または、フォークト・小柳・原田症候群は、ぶどう膜炎の一種である。
医師の間では「Vogt-小柳-原田病」「Vogt-小柳-原田症候群」と表記される。疾病及び関連保健問題の国際統計分類第10版 (ICD-10) では、「フォークト・小柳・原田病」 (H308)、「フォークト・小柳病」 (H208) とコードされている。

## 疫学
20代から40代の女性に多く見られる。白人ではまれ。
HLA-DR4が高率に陽性となる。
また、人間以外にも犬に発現する事も知られている。

## 原因
皮膚・眼・蝸牛のメラニン細胞に対する自己免疫疾患である。誘引にはウイルス、遺伝子異常などが疑われるが、原因は今のところ分かっていない。

## 分類
フォークト-小柳型（旧病名：フォークト-小柳病）
再発を来たし、虹彩毛様体炎、毛様充血、前房水混濁、縮瞳、硝子体混濁などがみられるもの。1909年（明治42年）にAlfred Vogt、1929年（昭和4年）に小柳美三が報告した。
原田型（旧病名：原田病）
病変が眼底にのみ存在するもの。1926年（大正15年）に原田永之助が報告した。
上記の2型は別個の疾患として報告されたが、同一疾患であることがわかり、フォークト・小柳・原田病と総称されるようになった。

## 症状

### 前駆期
感冒症状、頭痛、発熱などの症状が出現する。耳鳴、めまいなどの髄膜刺激症状も出現する。発病の3〜7日でみられる。

### 眼病期
両眼の肉芽腫性ぶどう膜炎および漿液性網膜剥離による視力障害がおこる。この際、80％の症例で内耳機能障害（感音性難聴）を合併し、脳脊髄液が蛋白細胞解離（蛋白が増加するが、細胞の増加を認めない）を認める。視神経の発赤腫脹。水晶体の後方移動に伴う遠視化が起こる。

### 回復期
数ヶ月後、色素細胞の消失によって皮膚の白斑や、毛髪の脱失、白変がみられ、後期には眼底が夕焼け眼底、ダレン・フックス(Dalen-Fuchs)斑を認める。2次性の緑内障になることもある。

## 検査
- 髄液検査: リンパ球の増多
- 病理検査: リンパ球の浸潤･メラノサイトの増生がみられる。
- HLAタイプ

## 治療
- 急激な眼症状に対しステロイドパルス療法を行う。ステロイド無効の場合、免疫抑制剤の使用も行う。
- 白斑に対しては、ステロイド外用薬の外用やPUVA療法を行う。

## 予後
原田型は予後良好。しかし、原田型からフォークト-小柳型になることもある。フォークト-小柳型は再発を繰り返すほか、緑内障や白内障を続発するため予後不良。

## 原田永之助
- （1892年 - 1946年）熊本県天草郡生まれ。1917年（大正6年）東京帝国大学卒。軍医、内科医を経て東大眼科副手（大正10年1月）大正11年12月第72回東京眼科集団会において「両眼ノ網膜剥離ヲ伴ナウ急性脈絡膜炎ノ一例」を発表、翌年5例に基づいて原著[4]を発表。後、軍医、眼科開業医。長崎市で肺炎で死亡。享年54。師は石原忍教授。教授は公明正大な人格の持ち主で、入局まもない原田の病名を冠することについて日本も眼科も発展したのだからと、原田病に賛同した。最初は他の大学から異論もあった。内科から眼科に転じた理由は結婚相手が眼科医の娘であったからである。[5]

## その他
- Alfred Vogt（1879年 - 1943年） スイス・バーゼル大学、後にチューリッヒ大学に勤務した。
- 小柳美三（1880年 - 1954年） 京都帝国大学卒。東北帝国大学医学部眼科学初代主任教授。

## 関連文献
- 津田篤太郎、森まゆみ『未来の漢方 ユニバースとコスモスの医学』亜紀書房、2013年7月。ISBN 978-4750513188。